# Euphorbia azorica
Euphorbia azorica là một loài thực vật có hoa trong họ Đại kích. Loài này được Hochst. mô tả khoa học đầu tiên năm 1844.

## Hình ảnh

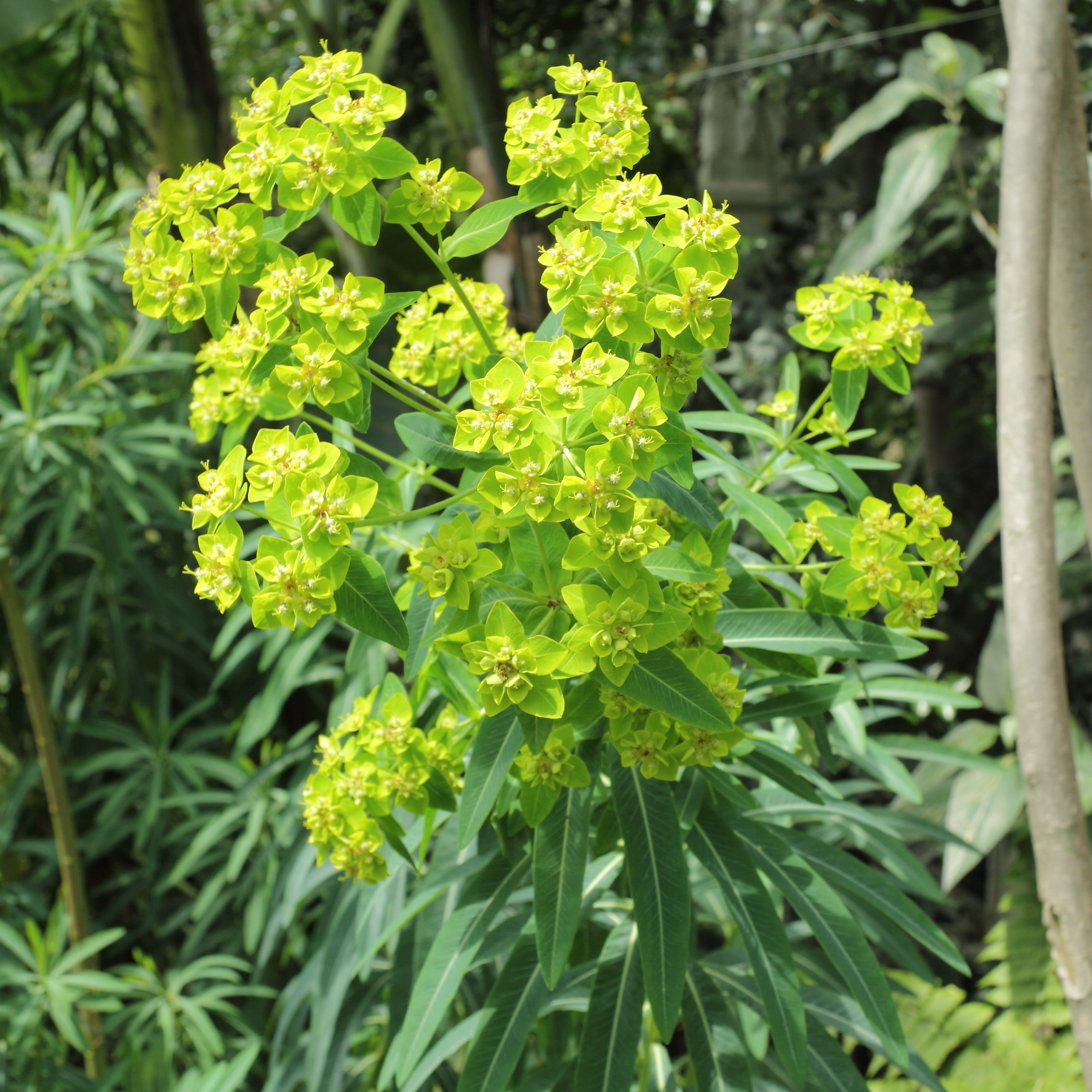
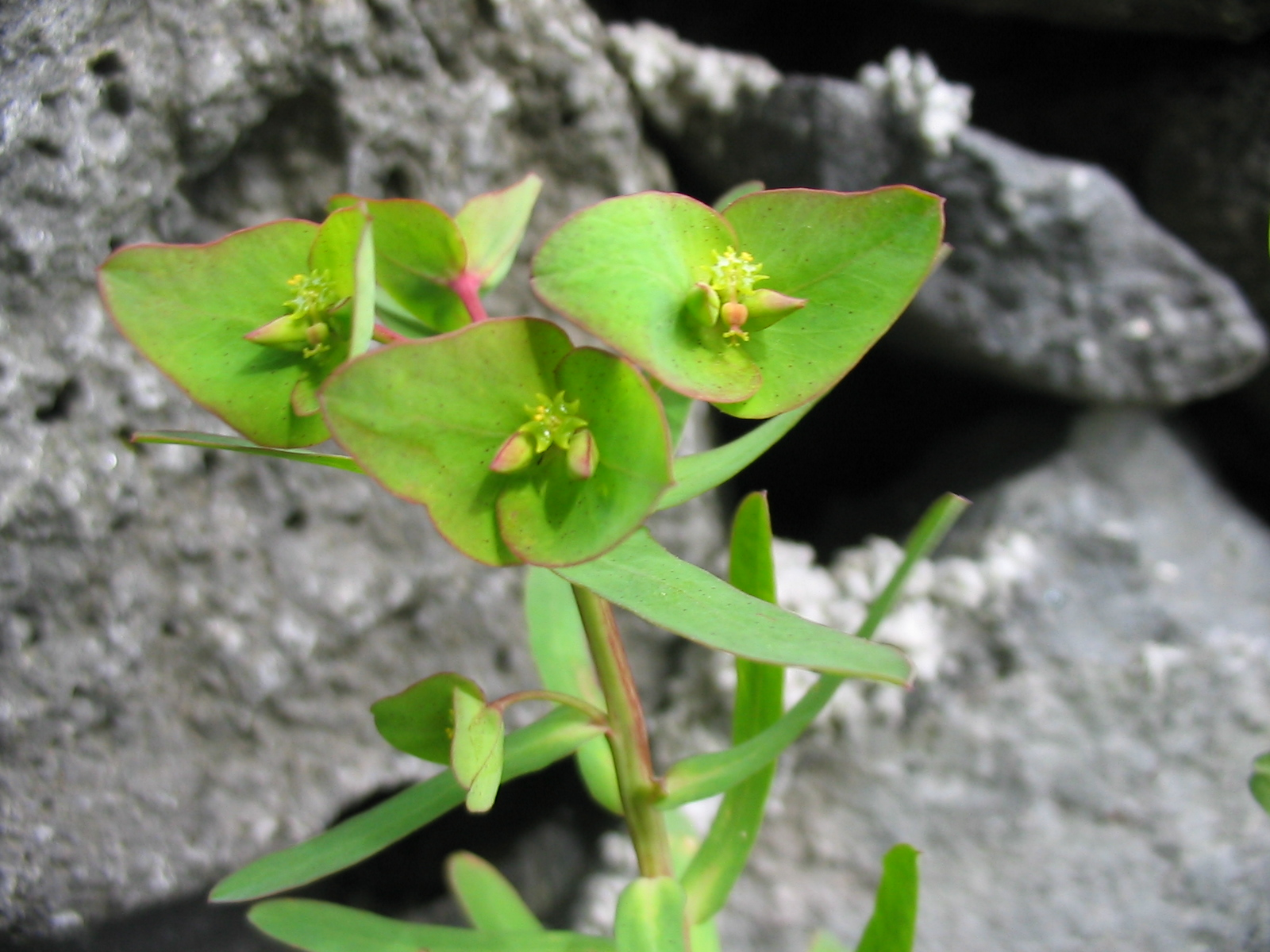
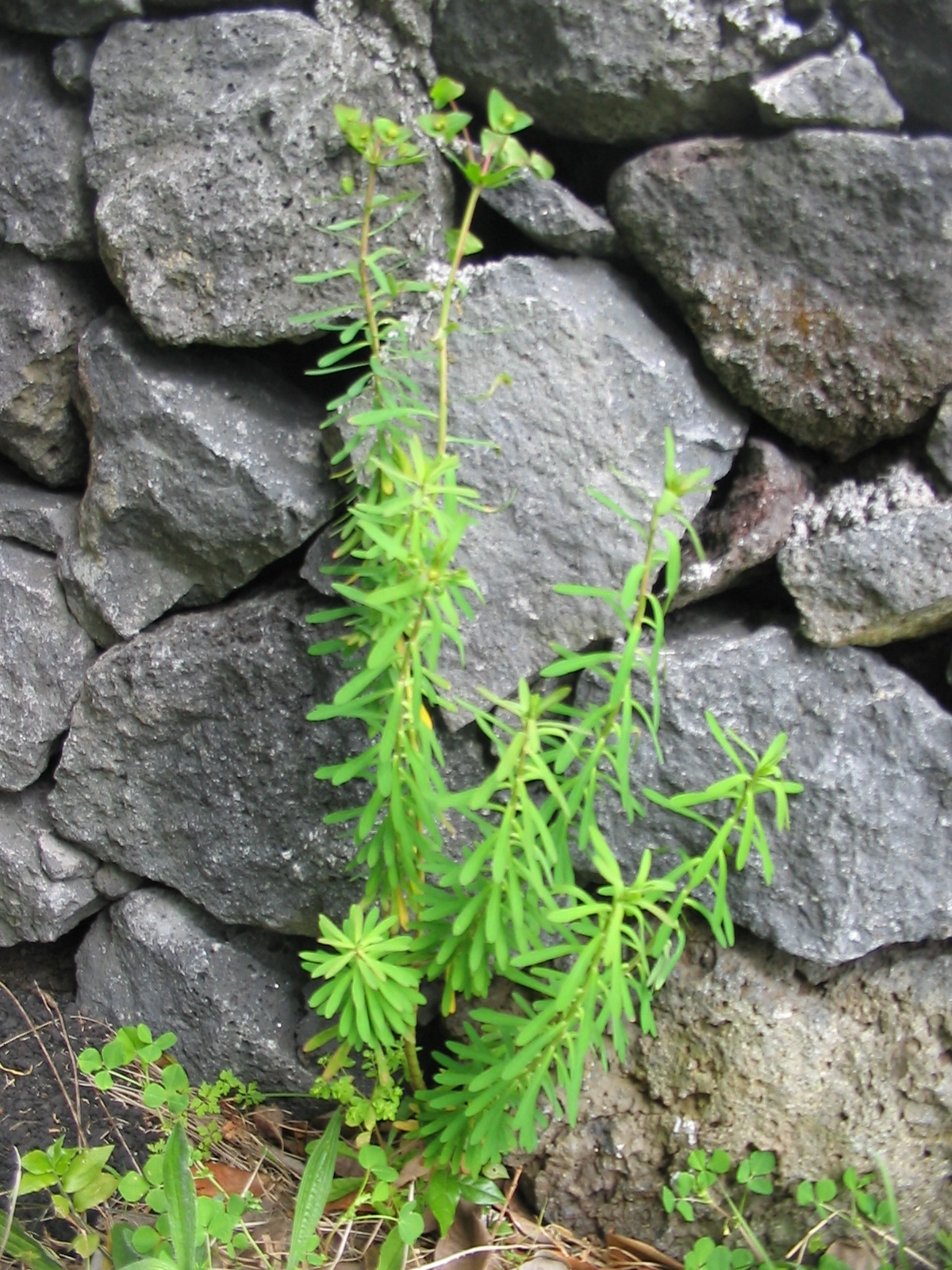
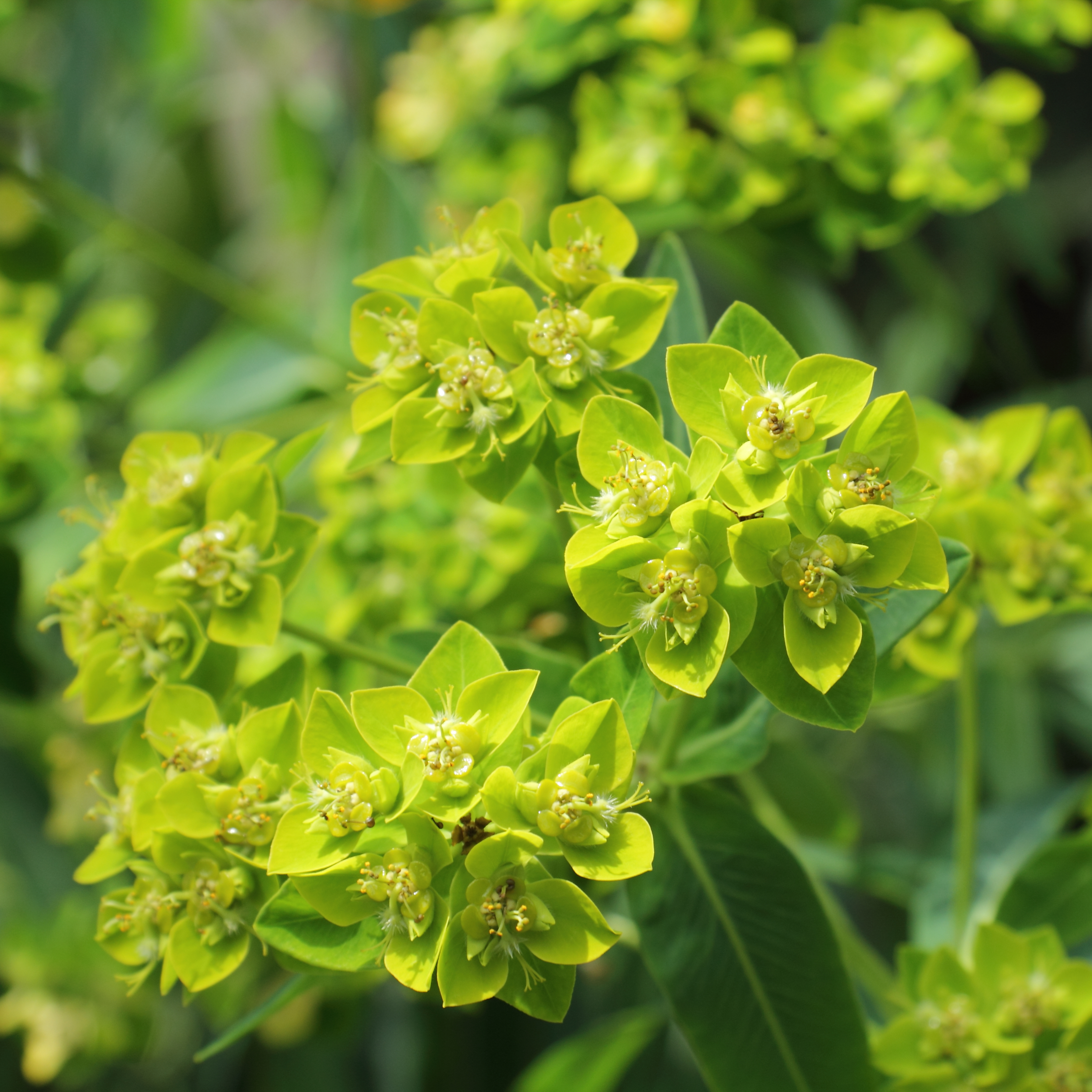